# Norbert Pfafflmeyer
Norbert Pfafflmeyer (* 1959 in Wien) ist ein österreichischer Dirigent.

## Leben
Norbert Pfafflmeyer, 1959 in Wien geboren, studierte am Konservatorium der Stadt Wien Dirigieren bei Reinhard Schwarz und Karl Randolf, Korrepetition bei David Lutz, war Assistent von Ernst Märzendorfer bei den Salzburger Festspielen und absolvierte die Meisterklasse von Gennadi Roshdestwensky. Er war ebenso Teilnehmer an Meisterkursen von Hans Graf und Karl Österreicher.
Seine Auftritte führten ihn in den Großen Wiener Musikvereinssaal und das Wiener Konzerthaus, sowie in Konzertsäle Spaniens (z. B. Palau de la Musica de Valencia, L´Auditori de Barcelona, Auditorio Manuel de Falla de Granada, Baluarte de Pamplona, Teatro Principal de Burgos), Ungarns und der Tschechischen Republik (Prag, Zlin, Kremsier und Königgrätz).
Er leitete auch Eröffnungskonzerte internationaler Kongresse in Wien. Es entstanden mehrere CD-Einspielungen u. a. mit Werken von Wolfgang Amadeus Mozart, Ludwig van Beethoven, Franz Schubert, Antonín Dvořák, Bedřich Smetana, Richard Strauss, Richard Wagner und Johann Strauss (Sohn).
Als Pianist widmet er sich vornehmlich der Kammermusik und der Liedbegleitung der Schubert-Liederzyklen mit Wolfgang Bankl.
Im Wiener Musikverein debütierte er am Pult des Radio-Symphonieorchesters Wien mit Mozarts Jupitersymphonie.
Er ist derzeit ständiger Gastdirigent der Brünner Philharmoniker, des Symphonieorchesters Szeged, der Capella Savaria, des Philharmonischen Orchesters Győr und der Martinu-Philharmonie Zlín.
Seit 2007 leitet er das Festival „Tritonus“, welches jährlich im Grand Casino Baden stattfindet.

## Auszeichnungen
Im Jahr 2011 wurde ihm der Kulturanerkennungspreis der Stadt Baden in der Sparte Musik verliehen.
Im Jahr 2015 wurde ihm der Rotary-Kulturpreis zuerkannt.